# Torre Quay Quarter
La Torre Quay Quarter (in inglese: Quay Quarter Tower) è un grattacielo di Sydney in Australia.

## Storia
La torre venne eretta nella sua forma originaria nel 1976 con il nome di AMP Centre e secondo il progetto di Peddle Thorp & Walker. Con un'altezza di 188 metri, era nell'anno della sua inaugurazione il grattacielo più alto di Sydney fino al completamento del MLC Centre nel 1977.
L'edificio è stato sottoposto a una riqualificazione tra il 2018 e il 2021, la quale ne ha aumentato l'altezza, incorporando ulteriore spazio per i piani e modernizzando l'intero progetto della torre. L'edificio è stato riaperto con il nome di Torre Quay Quarter all'inizio del 2022.

## Descrizione
L'edificio sorge nel CBD di Sydney e presenta un'altezza di 216 metri per 54 piani.

## Galleria d'immagini

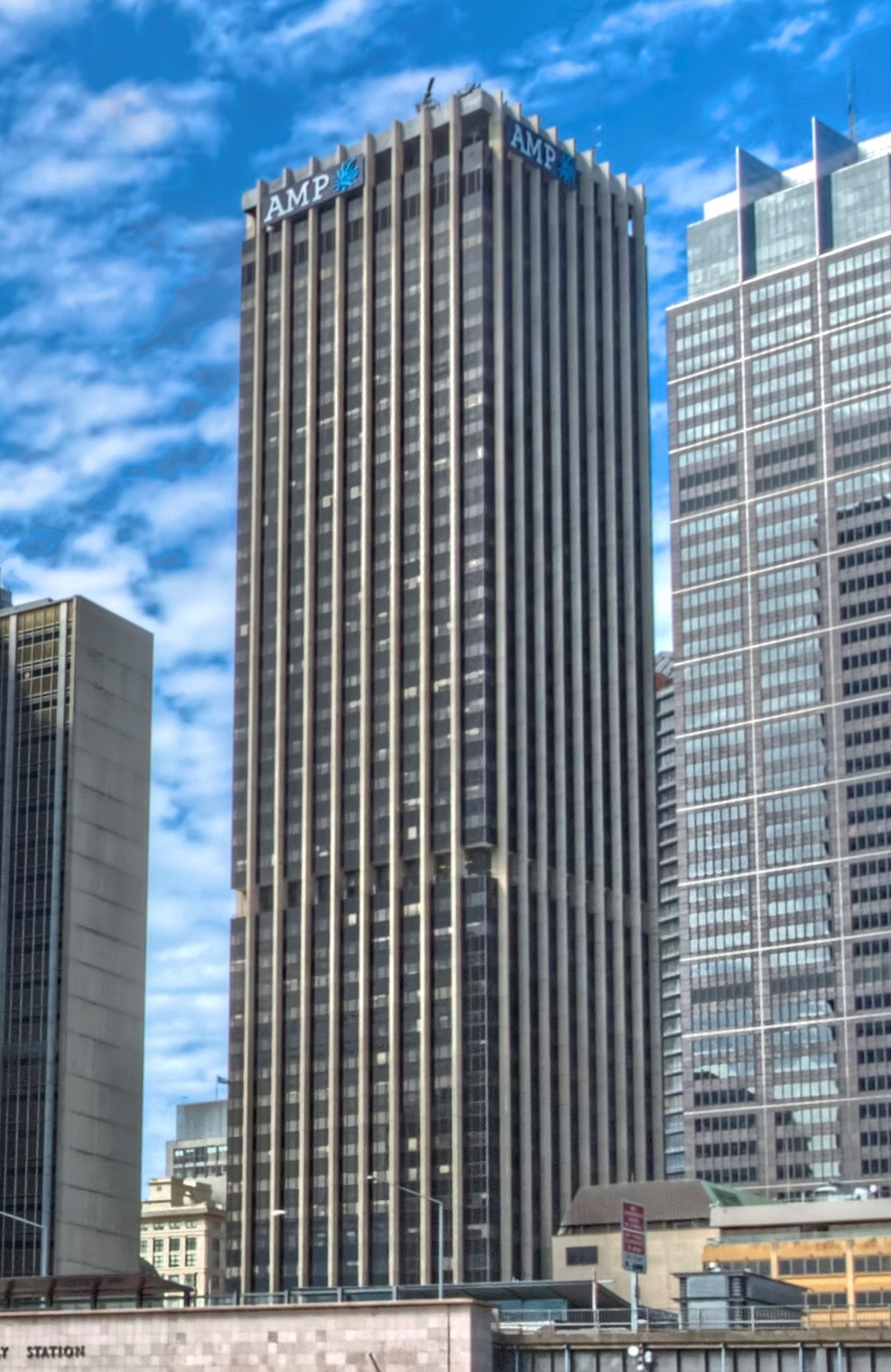
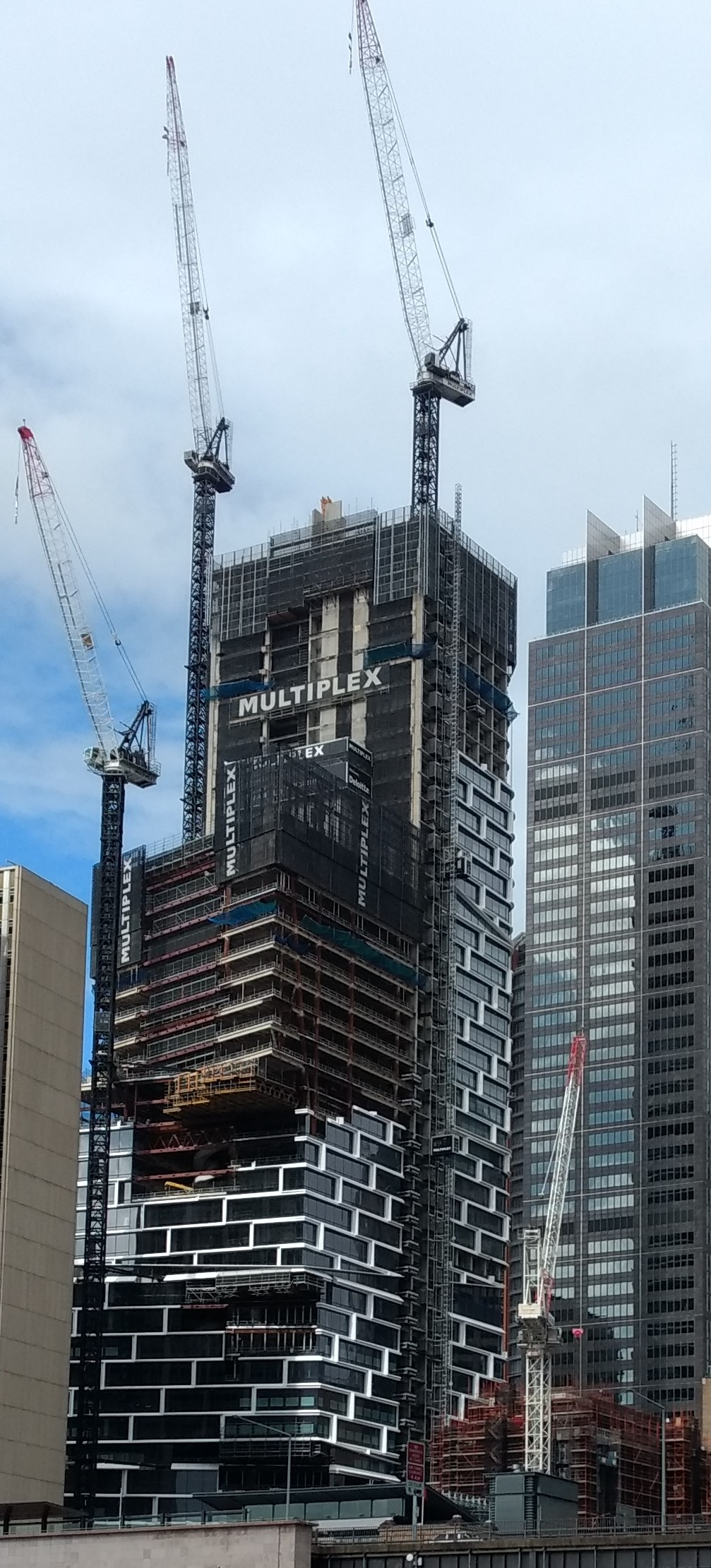
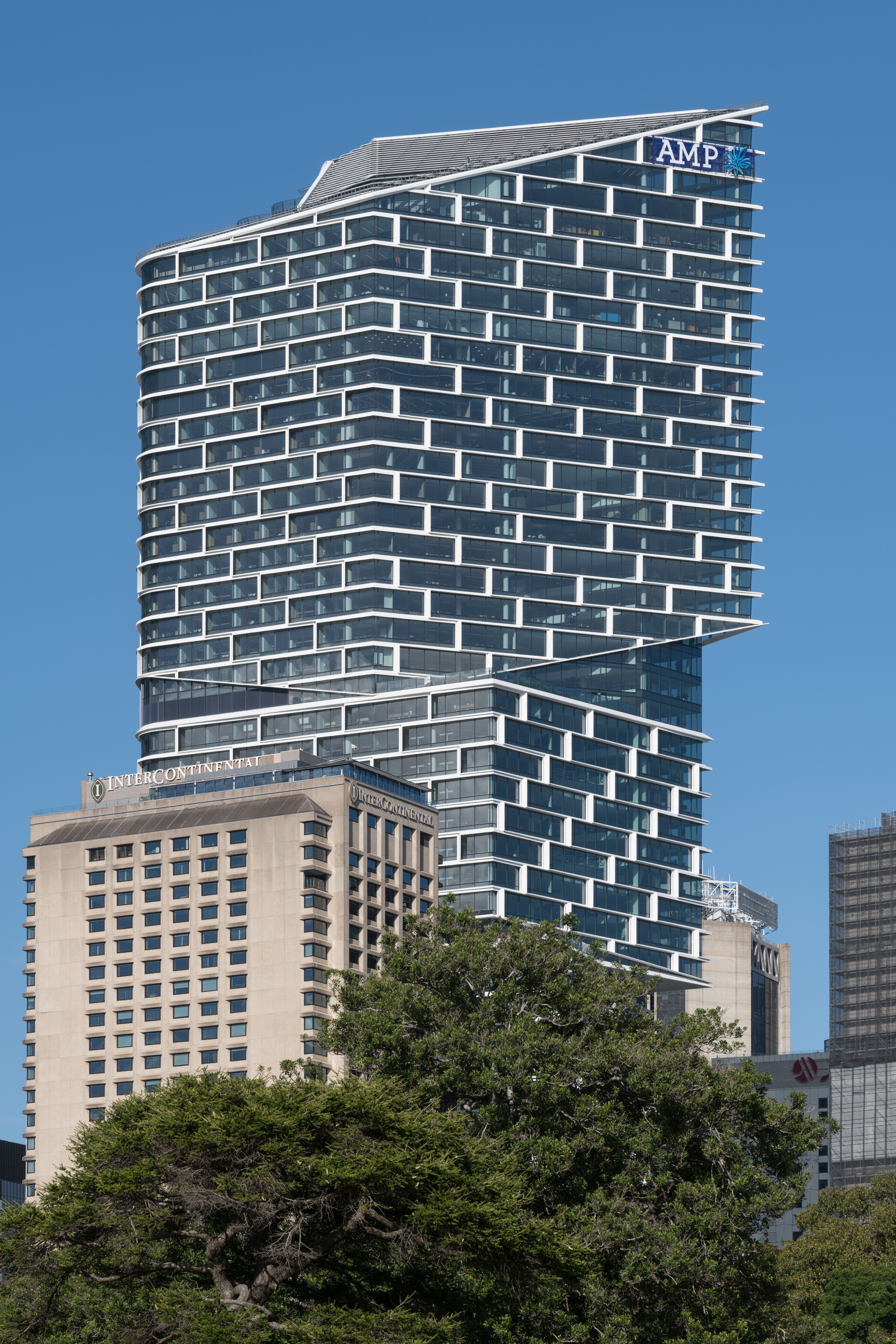